# NGC 2044
NGC 2044 ist ein offener Sternhaufen in der Großen Magellanschen Wolke im Sternbild Dorado. Der Sternhaufen wurde in der 1830ern von dem Astronomen John Herschel entdeckt.